# Matt Ember
Matt Ember est un producteur et scénariste américain né le 25 septembre 1961 à Washington, DC.

## Filmographie

### Scénariste
- 1988-1989 : Day by Day (4 épisodes)
- 1992-1993 : Notre belle famille (4 épisodes)
- 1992-1993 : Harry et les Henderson (3 épisodes)
- 1995 : Les Frères Wayans (2 épisodes)
- 1995 : Le Drew Carey Show
- 1995 : Bless This House (2 épisodes)
- 1996 : Lush Life (1 épisode)
- 1997 : Life's Work (1 épisode)
- 1997 : Une maman formidable (1 épisode)
- 1998 : Un frère sur les bras (3 épisodes)
- 1999 : Merci les filles (2 épisodes)
- 2000-2001 : The Hughleys (2 épisodes)
- 2002 : Titus (2 épisodes)
- 2003 : The Dan Show
- 2003 : Becker (1 épisode)
- 2006 : Playboy à saisir
- 2008 : Max la Menace
- 2008 : Max, Bruce et Lloyd se déchaînent
- 2013 : Epic : La Bataille du royaume secret
- 2015 : En route !
- 2016 : Max la Menace 2

### Producteur
- 1995 : Les Frères Wayans (13 épisodes)
- 1996 : Lush Life (6 épisodes)
- 1996-1997 : Life's Work (17 épisodes)
- 1997-1998 : Une maman formidable (6 épisodes)
- 1998-1999 : Un frère sur les bras (5 épisodes)
- 1999 : The Norm Show
- 1999-2000 : Merci les filles (12 épisodes)
- 2001-2002 : Titus (20 épisodes)
- 2003-2004 : Becker (13 épisodes)
- 2008 : Max, Bruce et Lloyd se déchaînent